# Ewige Tabelle der Scottish Premier League

Logo der Scottish Premier League

Sponsorenlogo der Clydesdale Bank Premier League

Die Ewige Tabelle der Scottish Premier League ist eine zusammengefasste Rangliste aller ausgetragenen Fußballspiele der Scottish Premier League (SPL) seit der ersten Saison 1998/99 bis zur letzten Saison 2012/13. Der schottische Meister wird seit 2013 in der neugegründeten Scottish Premiership ausgespielt.
Die Scottish Premier League löste die Scottish Football League Premier Division (von 1975/76 bis 1997/98) als höchste Spielklasse in Schottland ab. Die Spiele werden nach der Drei-Punkte-Regel (3 Punkte pro Sieg und ein Punkt bei einem Unentschieden) berechnet.
Angeführt wird die Auflistung von den beiden überragenden Mannschaften Celtic Glasgow (insgesamt 44 Titel) und Glasgow Rangers (54 Titel). Sie sind bisher die einzigen Titelträger der SPL mit acht bzw. sieben Meisterschaften. Das letzte Mal, dass ein anderer Verein als die beiden Glasgower Clubs Meister wurde, war 1985 mit dem FC Aberdeen. Insgesamt umfasst die Tabelle 19 Vereine zur Saison 2013/14. Neben den 12 Mannschaften der SPL kommen vier Teams der Scottish Football League First Division und zwei Mannschaften der drittklassigen Scottish Football League Second Division. Komplettiert wird die Ewige Tabelle durch einen 2008 aufgelösten Verein.
Die Glasgow Rangers mussten 2012 die SPL verlassen. Es wurde bis zur Saison 2011/12 einen Schuldenberg von rund 166 Millionen Euro angehäuft. Nach Eröffnung eines Insolvenzverfahrens wurden dem schottischen Rekordmeister im Februar 2012 zunächst zehn Punkte abgezogen und nach Saisonende von der SPL in die viertklassige Profiliga, der Third Division, zurückgestuft.
Ähnlich erging es dem Liganeuling FC Gretna in der Saison 2007/08. Den Verein drückten Verbindlichkeiten gegenüber einer Zahl von über 100 Gläubigern in Höhe von etwa vier Millionen Pfund. Der FC Gretna erhielt einen Abzug von zehn Punkten. Nach der Saison wurde Gretna in die Third Division versetzt. Es folgte der Ausstieg aus der Scottish Football League Anfang Juni 2008. Das endgültige Aus kam mit der Auflösung des Vereins am 8. August 2008.

## Tabelle
Ligazugehörigkeit 2017/18
| Scottish Premiership        |
| Scottish Championship       |
| Scottish League One         |
| Scottish League Two         |
| Verein existiert nicht mehr |

| Rang |                     | Verein                       | Jahre | Spiele | S   | U   | N   | Tor+ | Tor- | Tordiff. | Punkte | Meistertitel der Scottish Premier League | Ø-Punkte pro Spiel | Spielzeiten                 |
| ---- | ------------------- | ---------------------------- | ----- | ------ | --- | --- | --- | ---- | ---- | -------- | ------ | ---------------------------------------- | ------------------ | --------------------------- |
| 01.  | Celtic Glasgow      | Celtic Glasgow               | 15    | 566    | 412 | 82  | 72  | 1304 | 453  | +851     | 1318   | 8                                        | 2.33               | 1998–2013                   |
| 02.  | Glasgow Rangers     | Glasgow Rangers              | 14    | 528    | 364 | 93  | 71  | 1150 | 418  | +732     | 1175   | 7                                        | 2.23               | 1998–2012                   |
| 03.  | Heart of Midlothian | Heart of Midlothian          | 15    | 566    | 229 | 139 | 198 | 733  | 670  | +63      | 826    |                                          | 1.46               | 1998–2013                   |
| 04.  |                     | FC Motherwell                | 15    | 566    | 195 | 132 | 239 | 708  | 839  | −131     | 717    |                                          | 1.27               | 1998–2013                   |
| 05.  |                     | FC Kilmarnock                | 15    | 566    | 189 | 145 | 232 | 685  | 811  | −126     | 712    |                                          | 1.26               | 1998–2013                   |
| 06.  | FC Aberdeen         | FC Aberdeen                  | 15    | 566    | 188 | 143 | 235 | 651  | 785  | −134     | 707    |                                          | 1.25               | 1998–2013                   |
| 07.  | Hibernian Edinburgh | Hibernian Edinburgh          | 14    | 530    | 183 | 134 | 213 | 712  | 761  | −49      | 683    |                                          | 1.29               | 1999–2013                   |
| 08.  | Dundee United       | Dundee United                | 15    | 566    | 173 | 162 | 231 | 674  | 845  | −171     | 681    |                                          | 1.2                | 1998–2013                   |
| 09.  |                     | Inverness Caledonian Thistle | 8     | 304    | 97  | 83  | 124 | 380  | 417  | −37      | 374    |                                          | 1.23               | 2004–2013                   |
| 10.  |                     | FC St. Johnstone             | 8     | 300    | 90  | 87  | 123 | 307  | 398  | −91      | 357    |                                          | 1.19               | 1998–2002, 2009–2013        |
| 11.  |                     | Dunfermline Athletic         | 9     | 340    | 83  | 89  | 168 | 335  | 565  | −230     | 338    |                                          | 0.99               | 1998/99, 2000–2007, 2011/12 |
| 12.  |                     | FC Dundee                    | 8     | 300    | 87  | 70  | 143 | 336  | 478  | −142     | 331    |                                          | 1.1                | 1998–2005, 2012/13          |
| 13.  | FC St. Mirren       | FC St. Mirren                | 8     | 304    | 68  | 91  | 145 | 277  | 446  | −169     | 295    |                                          | 0.97               | 2000/01, 2006–2013          |
| 14.  | FC Falkirk          | FC Falkirk                   | 5     | 190    | 51  | 48  | 91  | 197  | 277  | −80      | 201    |                                          | 1.06               | 2005–2010                   |
| 15.  |                     | FC Livingston                | 5     | 190    | 48  | 45  | 97  | 205  | 306  | −101     | 189    |                                          | 0.99               | 2001–2006                   |
| 16.  | Hamilton Academical | Hamilton Academical          | 3     | 114    | 30  | 26  | 58  | 93   | 158  | −65      | 116    |                                          | 1.02               | 2008–2011                   |
| 17.  | Partick Thistle     | Partick Thistle              | 2     | 76     | 14  | 19  | 43  | 76   | 125  | −49      | 61     |                                          | 0.8                | 2002–2004                   |
| 18.  |                     | Ross County                  | 1     | 38     | 13  | 14  | 11  | 47   | 48   | −1       | 53     |                                          | 1.39               | 2012/13                     |
| 19.  | FC Gretna           | FC Gretna                    | 1     | 38     | 5   | 8   | 25  | 32   | 83   | −51      | 13     |                                          | 0.34               | 2007/08                     |